# Damian Walczak

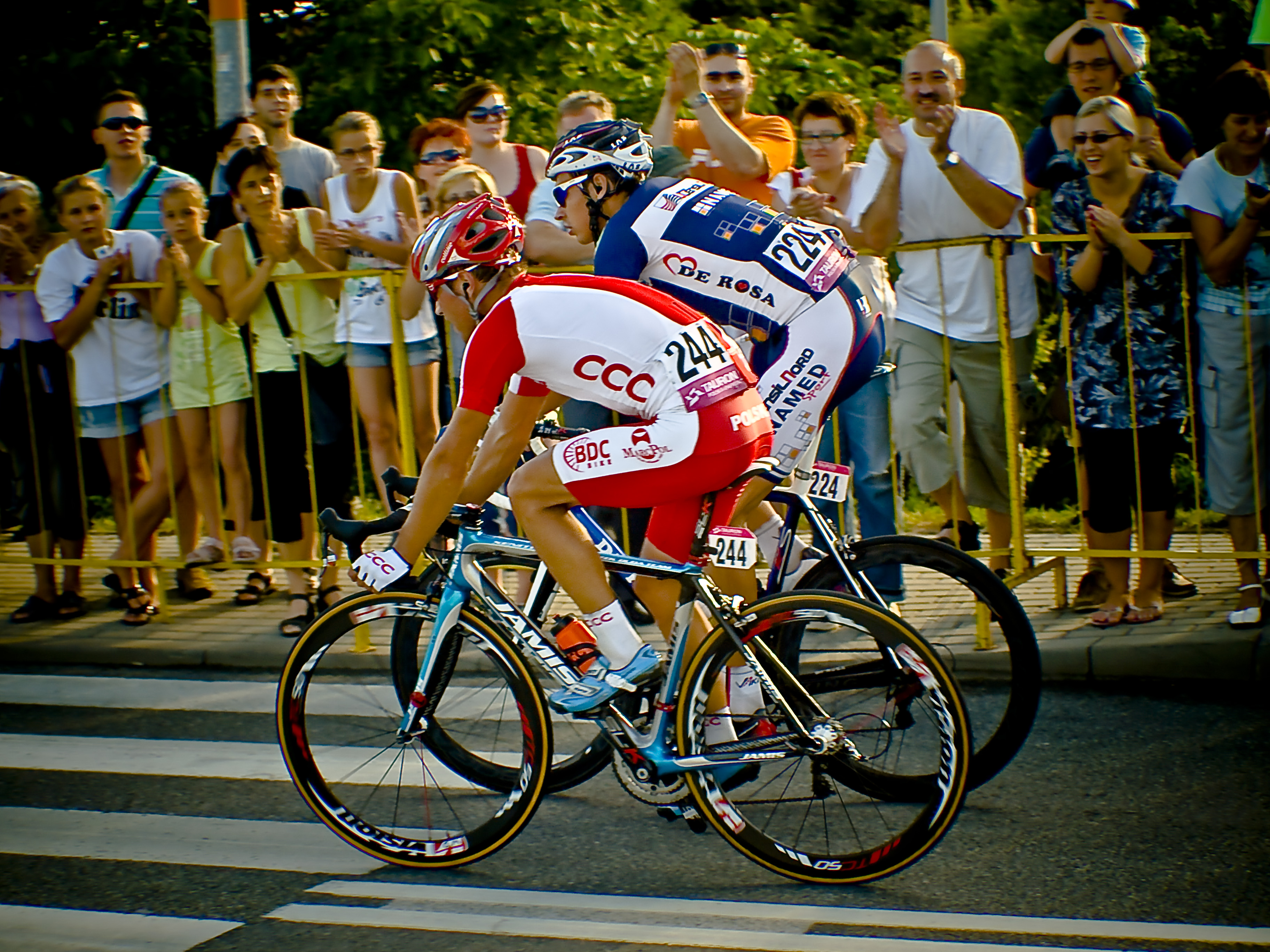
Damian Walczak (Nr. 244, 2012)

Damian Walczak (* 29. Juli 1984) ist ein ehemaliger polnischer Radrennfahrer.
Damian Walczak begann seine internationale Karriere 2005. Während seiner Laufbahn, die er nach der Saison 2013 beendete, gewann er die Eintagesrennen Gran Premio San Giuseppe und Puchar Ministra Obrony Narodowej 2012 und ebenfalls 2012 einen Abschnitt des Etappenrennens Tour of Bulgaria.

## Erfolge
2008
- Gran Premio San Giuseppe

2012
- Puchar Ministra Obrony Narodowej
- eine Etappe Tour of Bulgaria

## Teams
- 2005 Knauf Team

- 2009 DHL-Author

- 2011 BDC Team (MTB)
- 2012 BDC-Marcpol Team
- 2013 BDC-Marcpol Team